# Gottschalk-Diederich-Baedeker-Preis
Der Gottschalk-Diederich-Baedeker-Preis wird seit 1984 zur jährlichen Vergabe ausgelobt. Sein Ziel ist es, die Forschungsleistungen der Universität Duisburg-Essen hervorzuheben und ihren Nutzen in der Gesellschaft, insbesondere in Essen und der Metropole Ruhr, sichtbar zu machen. Er wird jährlich in  Essen vergeben und ist mit 5000 € dotiert. Der Preis ist benannt nach dem Essener Buchhändler und Verleger Gottschalk Diedrich Baedeker, der die im Jahre 1775 gegründete Essener Traditionsbuchhandlung G. D. Baedeker zu einem der bedeutendsten Druck- und Verlagshäuser seiner Zeit in Essen entwickelte. Schirmherr des Preises ist der Oberbürgermeister der Stadt Essen.
Der Preis wurde ursprünglich von dem Essener Unternehmer Hans Friedrich Sutter ausgelobt und 1985 erstmals vergeben. Seit dem Jahr 2000 setzt die Essener G.-D.-Baedeker-Stiftung diese Tradition fort und vergibt den Preis einmal jährlich für herausragende Arbeiten aus den Bereichen Natur- und Ingenieurwissenschaften, die von der Universität Duisburg-Essen zur Habilitation oder Promotion angenommen wurden oder im Rahmen einer Juniorprofessur entstanden sind. Die Stiftung fördert kulturelle und wissenschaftliche Projekte in ihrer Stadt.
2019 wurden die Förderbedingungen überarbeitet, seitdem ist der Preis für alle Fachbereiche der Universität Duisburg-Essen offen.

## Preisträger
Quelle: Liste der bisherigen Preisträger, Universität Duisburg-Essen
- 1985: Axel Schenzle, Physiker (Habilitation „Multiplikative stochastische Prozesse in Physik und Chemie“)
- 1986: Mechthild Geyer, Biologin (Dissertation „Hochdruck-Flüssigkeits-Chromotographie (HPLC) von Flechten-Sekundärstoffen“)
- 1987: Rainer Dahlhaus, Mathematiker (Habilitation „Data Tapers in Time Series Analysis“)
- 1988: Lutz Hecht, Chemiker (Dissertation „Zur Beobachtung von Intensitäts-Differenzen bei der Raman-Streuung zirkular polarisierten Lichtes durch Enantiomorphe Kristalle“)
- 1989: Manfred Droste, Mathematiker (Habilitation „Symmetrieverhalten von geordneten Strukturen und Blackwellschen Meßräumen“)
- 1990: Wolfgang Ehlers, Ingenieur (Habilitation „Poröse Medien – ein kontinuumsmechanisches Modell auf der Basis der Mischungstheorie“)
- 1991: Claudia Böttinger, Mathematikerin (Dissertation „Representations of Partially Ordered Sets over Commutative Rings for Applications in Abelian Groups“)
- 1992: Waldemar A. Brett, Chemiker (Dissertation „Polycyclische Aromaten mit anellierten Thiophenen. Elektronische Struktur und Röntgenstrukturanalysen“)
- 1993: Ulrich Simon, Chemiker (Dissertation „Untersuchung der elektronischen Quanteneigenschaften stabilisierter Metallcluster mittels Impedanzspektroskopie“)
- 1994 (geteilt): Victor Batyrev, Mathematiker (Habilitation „Hodge Theory of Hypersurfaces in Toric Varieties and Recent Developments in Quantum Physics“); Gert-Ludwig Ingold, Physiker (Habilitation „Ladungseffekte in ultrakleinen Tunnelkontakten“)
- 1995: Thorsten Lumbsch, Botaniker (Dissertation „Lecanora Subfusca“)
- 1996: Karl Engel, Ingenieur (Dissertation „Numerische Simulation der instationären Strömung in Turbomaschinenkomponenten“)
- 1997 (geteilt): Stefan Müller-Stach, Mathematiker (Habilitation „Indecomposable Motivic Cohomology Classes on Algebraic Surfaces“); Volkmar Welker, Mathematiker (Habilitation „Partition Lattices, Group Actions on Subspace Arrangements & Combinatorics of Discriminants“)
- 1998: Jens Eggers, Physiker (Habilitation „Tropfenbildung“)
- 1999: Gerhard Schellmann, Geowissenschaftler (Habilitation „Jungkänozoische Landschaftsgeschichte Patagoniens“)
- 2000: Uwe Czarnetzki, Physiker (Habilitation „Anwendung ausgewählter Methoden der nichtlinearen Optik zur Plasmadiagnostik“)
- 2001: Monika Mazik, Chemikerin (Habilitation „Anwendung ausgewählter Methoden der nichtlinearen Optik zur Plasmadiagnostik“)
- 2002: Alexander Schmitt, Mathematiker (Habilitation „Universelle Konstruktionen für Modulräume dekorierter Vektorbündel über Kurven“)
- 2003: Daniel Hering, Biologe (Habilitation „Grundlagen eines neuartigen biozönotischen Bewertungsverfahrens für Fließgewässer basierend auf Habitatansprüchen und Strukturbindung der Wirbellosenfauna“)[A 1]
- 2004 (geteilt): Andreas Heßelmann, Chemiker (Dissertation „Die Berechnung von intermolekularen Wechselwirkungsbeiträgen mit Dichtefunktional- und Brueckner-Coupled-Cluster-Methoden“); Britta Leven, Physikerin (Dissertation „Magnetowiderstand und Unmagnetisierungsprozesse in einzelnen, nanostrukturierten magnetischen Leiterbahnen“)[5]
- 2005: Sven Lübeck, Physiker (Habilitation „Universal Scaling Behaviour of Non-Equilibrium Phase Transitions“)[A 2]
- 2006: Phùng Hô Hai, Mathematiker (Habilitation „On Representation Theory of Matric Quantum Groups of Type A“)[A 3]
- 2007: Nils Hartmann, Chemiker (Habilitation „Photothermische Wege zu mikro- und nanostrukturierten organischen Monoschichten“)[A 4]
- 2008: Cedrik Meier, Physiker (Habilitation „Novel Photonic Materials“)
- 2009: Manuel Blickle, Mathematiker (Habilitation „Singularities in Positive Characteristics Via D-Modules and Frobenius“)[A 5]
- 2010: Gabor Wiese, Mathematiker (Juniorprofessur „Arithmetische Geometrie, Zahlentheorie und Computer-Algebra“)
- 2011: Frank-Joachim Meyer zu Heringdorf, Physiker (Habilitation „Frontiers of In-Situ and Time-Resolved Surface Electron Microscopy“)[A 6]
- 2012: Andreas Ney, Physiker (Habilitation „Element specific versus integral structural and magnetic properties of Co:ZnO and Gd:GaN“)[A 7]
- 2013 (geteilt): Daniel Balzani, Bauingenieur (Habilitation „Simulation of Micro-Heterogenous Materials based on Multiscale Approches using Statistical Microstructure Descriptions“); Dominik Heider, Bioinformatiker (Habilitation „Advances and Applications of Machine Learning and Optimization Techniques in Biomedical Research“)[A 8]
- 2014: Rudi Schäfer, Physiker (Habilitation „Econophysics: Quantitative Studies of Equity and Credit Markets“)[A 9]
- 2015: Carolin Schmitz-Antoniak, Physikerin (Habilitation „X-ray Absorption spectroscopy on nanoscale Systems for modern applications“)[A 10]
- 2016: Vladimir V. Shvartsman, Physiker (Habilitation „Investigation of polar structures in relaxor ferroelectrics by piezoresponse force microscopy.“)
- 2017: Philipp Wagener, Chemiker (Habilitation „Processing of Laser-Generated Nano Particles“)[A 11]
- 2018 wurde der Preis ausgesetzt.
- 2019 wurde der Preis ebenfalls ausgesetzt und die Auslobung neu definiert.[3]
- 2020: Adalbert Krawczyk, Virologe (Habilitation „Antivirale Interventionen“)[A 12]
- 2021: Doris Segets, Ingenieurin (Habilitation „Nanopartikeltechnologie: Ein skalenübergreifender Ansatz für nachhaltige Prozesse“)[A 13]
- 2022: Corina Andronescu, Chemikerin, in Anerkennung ihrer wissenschaftlichen Arbeit in den Bereichen der elektrochemischen Energiewandlung und -speicherung sowie der elektrochemischen Katalyse[A 14]
- 2023: Niels Benson, Ingenieur, in Anerkennung seiner wissenschaftlichen Arbeit in den Bereichen der druckbaren Materialien für elektronische Anwendungen sowohl in der Displayfertigung wie auch in der Medizintechnik[A 15]
- 2024: Kai Steffen Exner, Professor am Institut für Anorganische Chemie/Theoretische Anorganische Chemie, in Anerkennung für herausragende Forschungsleistungen auf dem Gebiet der Energiekonversion und Energiespeicherung, was im Rahmen der Energiewende von Bedeutung ist.[6]